# Corts de Barcelona (1705-1706)

Convocatòria de la Cort de 1706

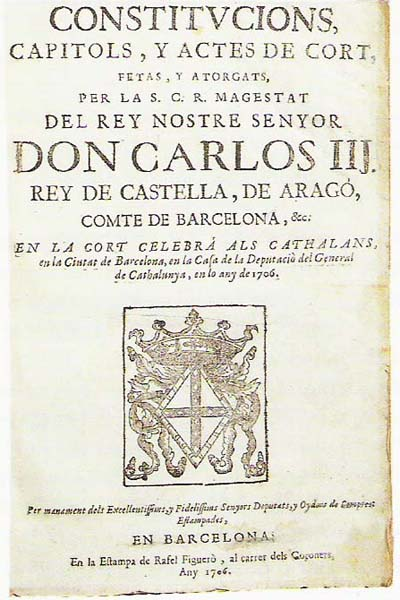
Actes de les Corts de 1705

Les Corts de Barcelona de 1706 van ser presidides per l'Arxiduc Carles que seria nomenat rei Carles III. Era President de la Generalitat en Francesc de Valls i Freixa. Les Corts es varen desenvolupar al Palau de la Generalitat de Catalunya entre el 5 de desembre de 1705 i fins al 31 de març de 1706. Va comptar amb una àmplia representació del braç reial incorporant-se onze noves poblacions.
En plena Guerra de Successió i després del setge de Barcelona de 1705 en què les tropes filipistes amb el virrei Francisco de Velasco al front varen capitular, el nou rei jurà les Constitucions el 7 de novembre i immediatament va convocar Corts.
Es van considerar nul·les les Corts de Barcelona de 1701 convocades pel rei Felip V i tots els seus acords. Amb tot, moltes de les mesures que s'havien aprovat es van reproduir en aquestes Corts, però se'n varen aprovar unes altres.
Mentre es realitzaven les Corts, es va produir la conquesta de València el desembre de 1705. La imminència de l'ofensiva de les tropes borbòniques es va materialitzar just acabades les Corts, de manera que el 3 d'abril de 1706 es tancava el setge de Barcelona.

## Mesures preses
En l'àmbit econòmic:
- S'acordà constituir una Companyia Nàutica Mercantil i Universal[3] i dotar a Barcelona de port franc, tot i l'oposició de Mataró per afectar els seus interessos.[4]
- Es suprimeix l'impost reial que gravaba l'entrada de mercaderies a les ciutats, així com els drets de la Capitania General de gravar la importació de mercaderies estrangeres.
- S'amplia el nombre de vaixells per a tràfic mercantil amb Amèrica i s'eximeix del control de la Casa de la Contractació d'Índies de Sevilla.[1]
- Es va presentar un memorial per a potenciar els lligams mercantils amb "els aliats", el Regne d'Anglaterra i Holanda, en lloc del Regne de França, perquè amb les importacions necessàries «se logra el no salir el dinero, pues estos truecan sus géneros o mercadurías con vino aguardiente y otros géneros del Pahís».[5]

En l'àmbit polític:
- Es torna a establir el Tribunal de Contrafaccions, extremant les garanties per tal que els oficials reials no poguessin saltar-se les constitucions i que, si això succeís, es produís la seva reparació en un termini de tres dies.[1]
- Carles III es compromet a retornar el Rosselló i la Cerdanya, perduts per Espanya en el Tractat dels Pirineus, així com a restituir al Consell d'Aragó els regnes de Nàpols i de Sicília, que conformaven el Consell d'Itàlia des de 1556, durant el regnat de Felip I.[1]
- Per a resoldre el problema dels allotjaments de les tropes s'acordà que aquestes haurien de viure en casernes i no en cases particulars, així mateix s'establiren mesures per evitar nous abusos de la soldadesca cap a la població del Principat.[1]
- S'acorda que cap lloctinent (virrei) podrà prendre possessió del càrrec fins que el seu rei no hagués jurat les constitucions.[1]
- Es reconeix jurídicament la Conferència dels Tres Comuns, anteriorment prohibida pel lloctinent filipista Velasco, que va passar a ser un òrgan assessor.
- Les insaculacions (tema sobre el que Felip V es negà a realitzar concessions) serien responsabilitat de la Diputació i el Consell de Cent, tot i que la Corona encara es reservaria algunes prerrogatives.
- Per decisió del rei, es va forçar a "excloure a perpetuïtat" la casa de Borbó dels drets successoris.[1]

En l'àmbit dels drets individuals i polítics:
- S'estableix la prohibició del oficials reials d'investigar o processar els membres de la Diputació del General, del Braç Militar i dels consellers municipals de Catalunya.
- S'estableix el secret de correspondència.
- Es prohibí que els oficials reials poguessin detenir als habitants del Principat sense causa legítima i que, si aquests no eren jutjats en un període de quinze dies, recuperéssin la llibertat, i es reiterà el dret de l'inculpat a la defensa.